# Kvarnsjön, Saltsjö-Boo
Kvarnsjön är en sjö i Nacka kommun i Uppland som ingår i Norrström-Tyresåns kustområde. Sjön är 3,5 meter djup, har en yta på 0,073 kvadratkilometer och befinner sig 19,2 meter över havet.
Kvarnsjön bildades i början av 1700-talet som en följd av stora utdikningar och med avsikten att vattenförsörja Lövberga kvarns kvarnhjul.

## Delavrinningsområde
Kvarnsjön ingår i delavrinningsområde (658279-164262) som SMHI kallar för Rinner till Askrikefjärden. Medelhöjden är 26 meter över havet och ytan är 32,11 kvadratkilometer. Det finns inga avrinningsområden uppströms utan avrinningsområdet är högsta punkten. Avrinningsområdets utflöde mynnar i havet, utan att ha någon enskild mynningsplats.